# Apanteles petrovae
Apanteles petrovae är en stekelart som beskrevs av Walley 1937. Apanteles petrovae ingår i släktet Apanteles och familjen bracksteklar. Inga underarter finns listade i Catalogue of Life.